# Madsen (kulsprutegevär)
Madsen var ett kulsprutegevär eller lätt kulspruta som utvecklades i Danmark. Patentet togs 1902 och det anses vara den första lätta kulsprutan eller kulsprutegeväret som tillverkades. Vapnet hade en unik design och såldes till en mängd olika länder. Det användes i den danska armén fram till 1955.

## Utveckling
Vapnet hade sitt ursprung det av Herman Madsen tillsammans med Julius Rasmussen 1885 utvecklade rekylgeväret, ett halvautomatiskt gevär som låg teknologiskt långt fram i tiden. Användningen av svartkrut gjorde också  Sedan danska armén hade beslutat att införa Krag–Jørgensen med patroner för röksvagt krut slutades om tester av Madsens rekylgevär med röksvagt krut. Tester visade att geväret föreföll för komplicerat och dyrt för att implementeras som infanteribeväpning, men artilleriet visade intresse för geväret för att brukas för försvar av fasta positioner. Det ledde till att vapnet utvecklades till det helautomatiska rekylgevär m/1893. Trots modellnumret dröjde det till 1899 innan den kom ut till förbanden och hade då genomgått en rad förbättringar. Samtidigt önskade flottan en annan adaption av rekylgeväret som gjorde vapnet lättare, något som resulterade i flottans rekylkarbin m/1896. En variant av denna antogs även i mindre antal av danska artilleriet. 1898 lyckades några affärsmän inom Det Østasiatiske Kompagni köpa rättigheterna att sälja geväret utomlands och bildade Rekylriffel Syndikatet, från 1900 Dansk Rekylriffel Syndikat. Samtidigt fortsatte vapnet att utvecklas och förbättras i detaljer. 1903 visade det danska kavalleriet intresse för vapnet och antog en variant med de nya förbättringarna. Där var det avsett att bäras i ett sadelhölster. Samtidigt antogs även en ny modell i lite annorlunda utförande av det danska artilleriet. Vapnet kom att tillverkas för användande i fler roller, som kulsprutegevär för infanteriet och luftvärnskulspruta med små förändringar fram till efter andra världskriget. 
1905 togs en modell som kunde användas för patroner utan stödfläns som den danska Krag–Jørgensenpatronen vilket innebar att konstruktionen kunde förenklas betydligt. Denna variant kom dock aldrig att införas i Danmark. Under Rysk-japanska kriget 1904 fick det ryska försvaret akut brist på kulsprutor, och vände sig då till Dansk Rekylriffel Syndikat för inköp av ett flertal Madsen via tyska handelsmän. I Ryssland fick kulsprutegeväret modellåret 1902 trots att de infördes senare, troligen på grund av att patentet från 1902 utnyttjades. Madsen kom att visa sig som ett framgångsrikt vapen där, trots att placeringen vid kavalleriförband, men framgångarna för vapnet på grund av Rysslands generellt sett dålig insatser under kriget. Först under första världskriget kom behovet av lätta automatvapen att uppmärksammas och vapnen kom trots exportförbud till krigförande nationer att hamna i ett flertal av de stridande nationernas förband, främst i Tyskland.

## Egenskaper
Madsen använde, till skillnad från de flesta andra kulsprutegevär som är gasstyrda, en typ av rekylmekanism. Vapnet laddades med ett 25-skotts magasin som var placerat till vänster på vapnets ovansida. Det var ett mycket lätt och litet vapen, även jämfört med senare kulsprutegevär. I tester var det danska vapnet ofta överlägset konkurrenter men det finns även bevis för att det ofta kärvade i leriga förhållanden. Vapen som tillverkades före 1920 kunde skjuta såväl patronvis eld som automateld medan senare modeller oftast bara kunde skjuta automateld. Vapnet var luftkylt och oftast försett med ett tvåbens-stöd på främre delen av pipan. Det fanns även varianter som kunde monteras på trebensstöd.
Vapnet tillverkades först av Dansk Rekylriffel Syndikat AS Madsen. 1936 tog Dansk Industri Syndikat AS över som tillverkare.

## Varianter och användning
Madsen såldes till en rad olika länder. Dessa olika versioner skilde sig mycket litet åt, oftast bara i fråga om vilken typ av ammunition de använde. Förutom Danmark och Ryssland köptes Madsen in av Frankrike, Tyskland och Österrike-Ungern under första världskriget.

### Rexer
Rexer Arms Company i London fick licens på att tillverka Madsens vapen i Storbritannien och Kanada. När Rexer inte följde avtalet utan även försökte sälja vapnen till andra länder sades det upp och vapen och maskiner drogs tillbaka. Madsen kallades dock ofta för "Rexer"i Storbritannien.

### Användning i Sverige
Redan 1899 testade man i Sverige ett kulsprutegevär från Madsen. Det kom dock att dröja till 1914 då en senare modell antogs som kulsprutegevär m/1914 vid kavalleriet. De inköpta kulsprutegevären var i 8 mm kaliber men ändrades om  till den svenska kalibern 6,5 x 55 mm. Flygvapnet använde fram till 1922 Madsenkulsprutegevär i 8 mm kaliber. De sista exemplaren i svensk tjänst avyttrades som gåva till Finland under vinterkriget.

### Användning under andra världskriget
Både den danska och norska armén var utrustade med Madsen när Tyskland angrep. De norska styrkorna använde Madsen i strider mot tyskarna i Nordnorge. I det ockuperade Danmark fortsatte tillverkningen under kriget och tyskarnas Luftwaffe utrustade sina markförsvarsstyrkor med dansktillverkade Madsen.

### M1950
M1950 var den sista modellen av Madsen som tillverkades. Den var försedd med en accelerator som ökade eldhastigheten till 600 skott per minut.